# Rupe di Falconara
Rupe di Falconara este o arie protejată (arie specială de conservare — SAC, sit de importanță comunitară — SCI) din Italia întinsă pe o suprafață de 138 ha, integral pe uscat.

## Localizare
Centrul sitului Rupe di Falconara este situat la coordonatele 37°08′02″N 14°04′18″E / 37.133771°N 14.07168°E.

## Înființare
Situl Rupe di Falconara a fost declarat sit de importanță comunitară în septembrie 1995 pentru a proteja 7 specii de animale. Situl a fost protejat și ca arie specială de conservare în decembrie 2015.

## Biodiversitate
Situată în ecoregiunea mediteraneană, aria protejată conține 2 habitate naturale: Tufărișuri termo-mediteraneene și de pre-deșert, Pseudostepă cu ierburi și specii anuale de Thero-Brachypodietea.
La baza desemnării sitului se află mai multe specii protejate de  păsări (7): Falco biarmicus, Falco naumanni, șoim călător (Falco peregrinus), sfrâncioc cu cap roșu (Lanius senator), prigoare (Merops apiaster), pietrar sur (Oenanthe oenanthe), pupăză (Upupa epops)
Pe lângă speciile protejate, pe teritoriul sitului au mai fost identificate 9 specii de plante, 1 specie de păsări, 1 specie de mamifere, 1 specie de reptile.